# Frank Luypaert
Frank Luypaert (20 settembre 1962) è un allenatore di calcio a 5 ed ex giocatore di calcio a 5 belga.

## Carriera
Con la Nazionale maschile di calcio a 5 del Belgio, Luypaertal ha disputato il FIFA Futsal World Championship 1989 concluso dai diavoli rossi al quarto posto. In totale, ha disputato 11 incontri con la nazionale. Da allenatore, ha guidato l'Halle-Gooik per tre stagioni.

## Palmarès
- Campionato belga: 1

Halle-Gooik: 2014-2015
- Coppa del Belgio: 2

Halle-Gooik: 2014-2015
Hasselt: 2016-2017
- Supercoppa del Belgio: 3

Halle-Gooik: 2015